# 五功
五功（阿拉伯语：أركان الإسلام，ʾarkān al-ʾIslām，即伊斯兰支柱）是伊斯蘭教逊尼派所用的詞彙，指信仰伊斯兰所需遵守的五项基本原则。伊斯蘭教要求穆斯林“念、禮、课、斋、朝”，即“證信、禮拜、天課、齋戒和朝覲”五門功课。
- 念証（念）：即念誦清真言，以作証自己的信仰。
- 禮拜（禮，即禮拜）：一日跪拜祈禱五次。
- 齋戒（齋，即齋戒）：在齋戒月，從拂曉到薄暮禁食。
- 天課（課，即法定施捨）：捐獻施捨，作為義務稅項，主要用以救濟貧苦。
- 朝覲（朝，即朝）：一輩子至少到麥加天房朝聖一次。

通常在有生之年能完成五功者，则可在其名前冠以“哈芝”（也譯「哈吉」）一词以表明身份。

## 什叶派伊斯兰支柱
作为伊斯兰教中的少数派，什叶派对伊斯兰五大支柱的理解基本相同，但不认同这五个名字。部分什叶派将圣战（jihad，吉哈德）视作信仰支柱之一，与上述五功统称为“六功”。